# (2482) Perkin
(2482) Perkin est un astéroïde de la ceinture principale.

## Description
(2482) Perkin est un astéroïde de la ceinture principale. Il fut découvert le 13 février 1980 à Harvard par l'Observatoire de l'université Harvard. Il présente une orbite caractérisée par un demi-grand axe de 2,93 UA, une excentricité de 0,07 et une inclinaison de 3,1° par rapport à l'écliptique.

## Compléments